# Sarah Christ
Sarah Christ (* 27. August 1980 in Berlin) ist eine deutsche Harfenistin.
Sie stammt aus einer Musikerfamilie. Ihr Vater Wolfram Christ war langjähriger Solo-Bratschist bei den Berliner Philharmonikern.
Zehnjährig nahm sie zunächst bei Margit Süß und anschließend bei Marie-Pierre Langlamet Harfenunterricht. 1999 begann sie ihr Studium bei Catherine Michel in Detmold, setzte es in Lyon bei Fabrice Pierre fort, um es in der Meisterklasse Kammermusik bei Helga Storck in München abzuschließen.
21-jährig gewann Sarah Christ eine Stelle an der Wiener Staatsoper, die sie zwei Jahre später aufgab, um sich ganz ihrer solistischen und kammermusikalischen Tätigkeiten widmen zu können. Sarah Christ spielt weiterhin in Orchestern wie den Berliner Philharmonikern und Wiener Philharmonikern, der Sächsischen Staatskapelle Dresden, dem Mahler Chamber Orchestra und wurde von Claudio Abbado zum Luzern Festival Orchestra eingeladen.
13-jährig gab sie ihr Solistendebüt bei den Berliner Symphonikern. Seither spielte sie als Solistin mit dem Prager Opernorchester, der Jenaer Philharmonie, der Sinfonietta Köln und dem Mahler Akademie Orchester. Sarah Christ ist Stipendiatin des Deutschen Musikrats. Sie trat bei Festivals wie Lockenhaus, Luzern Festival, Prager Herbst, Edinburgh Festival, Tanglewood und den Schwetzinger Festspielen mit Emmanuel Pahud, Gérard Caussée, Renaud Capuçon, Bruno Grossi u. a. auf.
Sarah Christ konzertiert im Duo mit ihrem Bruder Raphael (Violine), mit dem sie den 1. Preis beim BDI-Wettbewerb gewann.